# 基魯維爾卡區
基魯維爾卡區（西班牙語：Distrito de Quiruvilca），是秘魯的一個區，位於該國西北部拉利伯塔德大區的聖地亞哥德丘科省，始建於1916年11月13日，面積549.14平方公里，海拔高度4,008米，2005年人口13,031，人口密度每平方公里24人。